# Стасів Любов Володимирівна
Московський інститут електронної техніки
Стасів Любов Володимирівна (нар.21 липня 1962, м. Івано-Франківськ) — український громадський діяч, голова Українського фонду підтримки підприємництва, народний депутат 5-го скликання, Мати-героїня.

## Біографія
Любов Стасів народилася 21 липня 1962 року у м. Івано-Франківську.
У 1980–1987 роках навчалась у Московському інституті електронної техніки за фахом інженер електронної техніки, спеціальність «Напівпровідники і діелектрики», а у 1992–1998 — Прикарпатському університеті за фахом історик.
Протягом 1987–1992 роках була на посаді інженера-технолога на заводі «Позитрон» (м. Івано-Франківськ).
У 1992 році була призначена директором будинку вчителя відділу освіти Івано-Франківського міськвиконкому.
У 1999 році переїхала до Києва, де стала заступником головного редактором, а пізніше — головним редактором всеукраїнського тижневика «Самостійна Україна», де пропрацювала до 2005 року. Одночасно у 2000–2001 роках була виконавчим директором кредитної спілки «Україна» (м. Київ), а у 2002–2005 роках помічником-консультантом народного депутата Верховної Ради України Сергія Головатого.
У 2006–2007 роках Любов Стасів була народний депутат 5-го скликання, займаючи посади секретаря комітету Верховної Ради України з питань охорони здоров'я та члена Лічильної комісії Верховної Ради України п'ятого скликання. За час роботи було подано 6 законопроєктів у співавторстві та не подано жодного запиту.
Протягом 2008–2009 років вона була заступником керівника Головної Служби гуманітарної політики Секретаріату Президента України.
24 червня 2010 року була призначена Головою Українського фонду підтримки підприємництва. 12 жовтня 2012 року разом із колективом фонду (12 осіб) покинула роботу в Українському фонді підтримки підприємництва за власним бажанням.

## Державні нагороди
- Мати-героїня (15 лютого 2008) — за материнську самовідданість, народження і виховання дітей, забезпечення умов для всебічного їх розвитку (матері п'яти дітей)[3]

## Сім'я
Має 4-х синів та дочку.